# جسر شادروان
جسر شادروان (بالفارسية: پل شادروان) هو جسر تاريخي يعود إلى عصر ساسانيون، ويقع في تستر. إنه أقدم جسر في العالم.

## معرض الصور

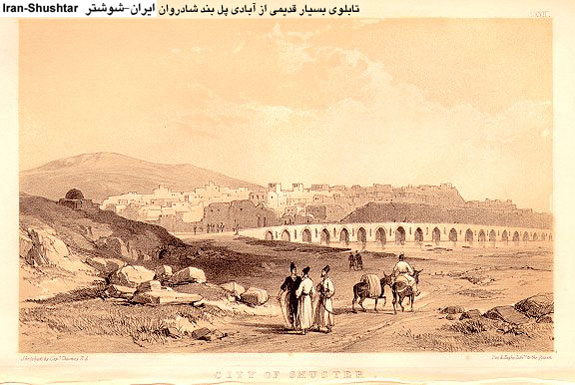
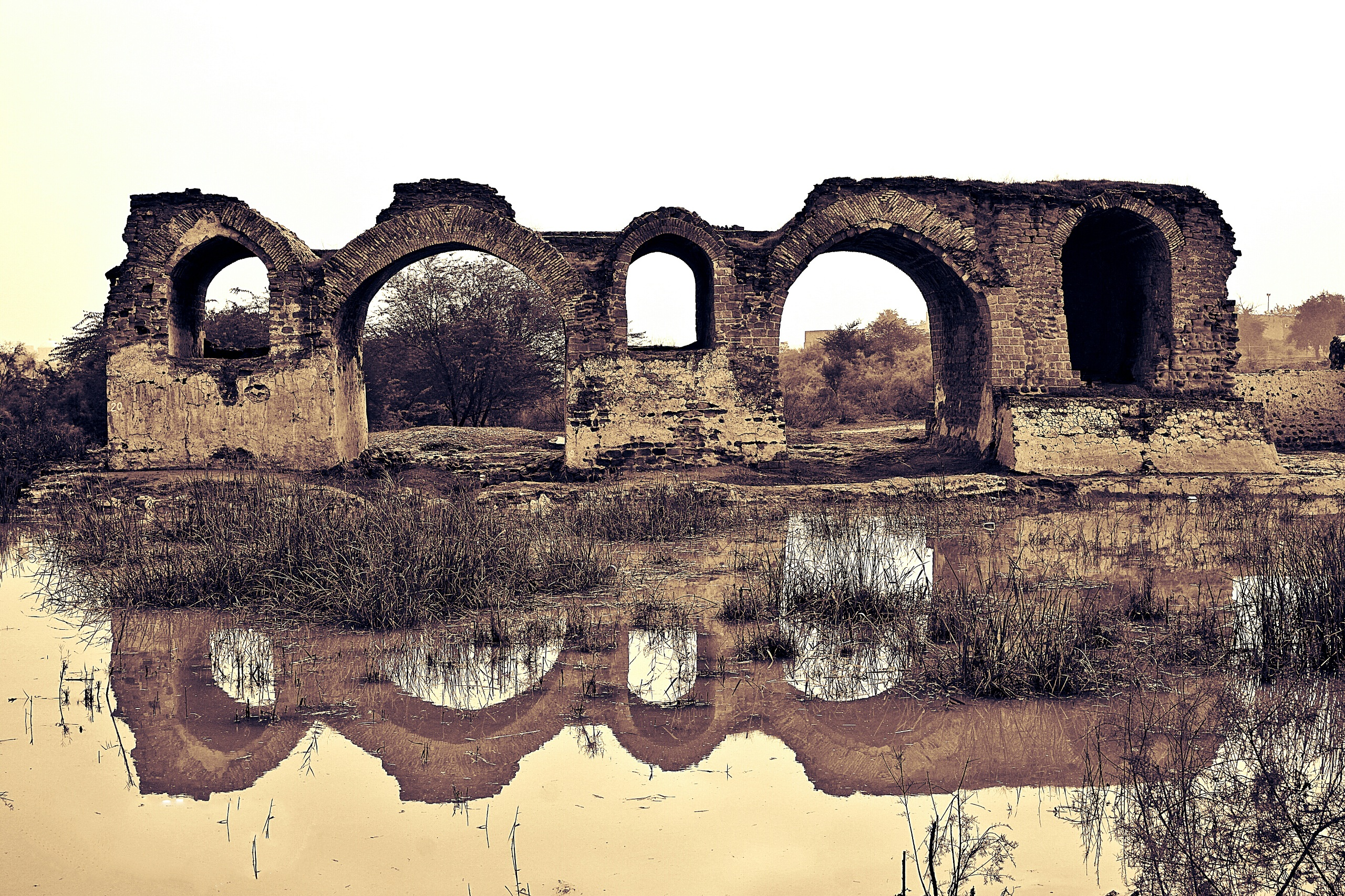